# آلفرد جونز
آلفرد جونز (انگلیسی: Alfred Stowell Jones; ۲۴ ژانویهٔ ۱۸۳۲ – ۲۹ مهٔ ۱۹۲۰) فرد نظامی اهل بریتانیا بود.
وی در شورش‌های ۱۸۵۷ در هند حضور داشت و همچنین یک مهندسی محیط زیست بود.